# Sphaerophoria contigua
Sphaerophoria contigua är en tvåvingeart som beskrevs av Macquart 1847. Sphaerophoria contigua ingår i släktet sländblomflugor, och familjen blomflugor. Inga underarter finns listade i Catalogue of Life.